# Lac Chavigny
Lac Chavigny är en sjö i Kanada.   Den ligger i regionen Nord-du-Québec och provinsen Québec, i den östra delen av landet, 1 400 km norr om huvudstaden Ottawa. Lac Chavigny ligger 162 meter över havet. Arean är 262 kvadratkilometer. Den sträcker sig 45 kilometer i nord-sydlig riktning, och 14 kilometer i öst-västlig riktning.
Trakten runt Lac Chavigny är nära nog obefolkad, med mindre än två invånare per kvadratkilometer.